# Xã Bentinck, Quận Bottineau, Bắc Dakota
Xã Bentinck (tiếng Anh: Bentinck Township) là một xã thuộc quận Bottineau, tiểu bang Bắc Dakota, Hoa Kỳ. Năm 2010, dân số của xã này là 25 người.